# Maaike Jansen
Pour les articles homonymes, voir Jansen.
Maaike Jansen (parfois écrit à tort « Maaïke Jansen »), née le 5 décembre 1941 à Marcilly-le-Hayer (Aube) et morte le 23 janvier 2025 à Sens (Yonne), est une comédienne française.

## Biographie
D'origine néerlandaise, Maaike Jansen est née à Marcilly-le-Hayer (Aube). En 1966, elle épouse l'acteur Roland Giraud ; ensemble, ils sont parents d'une fille unique, Géraldine Giraud (1968-2004).
Elle meurt à l'âge de 83 ans le 23 janvier 2025 à Sens, des suites d'un cancer. Ses obsèques se déroulent le 30 janvier au Temple de Sens, en l'absence de Roland Giraud, trop affaibli.

## Filmographie

### Cinéma
- 1966 : Fantômas contre Scotland Yard d'André Hunebelle : figuration[4]
- 1978 : Les héros n'ont pas froid aux oreilles : La mariée
- 1979 : La Dérobade de Daniel Duval
- 1980 : T'inquiète pas, ça se soigne d'Eddy Matalon : infirmière Josie Legrand
- 1981 : Salut, j'arrive :  L'auto-stoppeuse
- 1986 : La Vie dissolue de Gérard Floque de Georges Lautner : Guislaine Maubec
- 1987 : La Petite Allumeuse : Véronique
- 1988 : Corentin, ou Les infortunes conjugales de Jean Marbœuf
- 1988 : Périgord noir
- 1989 : Jean Galmot, aventurier : Odette
- 1990 : Pacific Palisades de Bernard Schmitt : La mère
- 1991 : Simple mortel de Pierre Jolivet : La psychanalyste
- 1992 : Vieille Canaille (film) de Gérard Jourd'hui : Mireille
- 1994 : Personne ne m'aime de Marion Vernoux : Dizou
- 1994 : Bonsoir de Jean-Pierre Mocky : Yvonne Dumont
- 1995 : Un samedi sur la terre : Henriette Brejoux
- 1995 : Sale gosse : Germaine
- 1999 : Peau d'homme cœur de bête de Hélène Angel : Marthe
- 2002 : Trois Zéros de Fabien Onteniente : la mère de Tibor Kovacs
- 2005 : Un vrai bonheur, le film de Didier Caron : Odette, la mère de Mathilde
- 2006 : Cabaret Paradis de Shirley & Dino : Pakita
- 2014 : Un voyage de Samuel Benchetrit : Babette

### Télévision
- 1969 : La Passion d'Anne-Catherine Emmerich (série Le Tribunal de l'impossible), de Michel Subiela : Greta
- 1975 : Les Peupliers de la Prétentaine (série télévisée) de Jean Herman
- 1976 : Au théâtre ce soir : Week-end de Noël Coward, mise en scène Jacques Ardouin, réalisation Pierre Sabbagh, théâtre Édouard VII
- 1978 : Les Enquêtes du commissaire Maigret, épisode : Maigret et l'Affaire Nahour de René Lucot
- 1980 : Petit déjeuner compris - Feuilleton en 6 épisodes de 52 min - de Michel Berny
- 1984 : L'Instit : Véronique Lumeau
- 1996 : Je m'appelle Régine de Pierre Aknine : Ettie
- 2001 : Maigret : La Hollandaise dans Maigret et la croqueuse de diamants.
- 2003 : Ambre a disparu : Sandrine Gaillac
- 2006 : Maldonne de Patrice Martineau : Jacqueline Petit

## Doublage

### Télévision

#### Séries télévisées
- Holland Taylor dans :
  - Une fille à scandales (1995-1998) : Camilla Dane
  - The Practice : Bobby Donnell et Associés (1998-2003) : Juge Roberta Kittleson
  - Mon oncle Charlie (2003-2015) : Evelyn Harper

- 1994-2003 : Friends : Estelle Leonard (June Gable) (2ème voix)
- 1997-2006 : Inspecteur Barnaby : Iris Rainbird (Elizabeth Spriggs) (épisode pilote) / George Watson (Mary Wimbush) (saison 3, épisode 2) / Kay Settingfield (Margot Leicester) (saison 7, épisode 4) / Margaret Hopkins (Richenda Carey) (saison 7, épisode 6) et Ursula Gooding (Elizabeth Spriggs) (saison 9, épisode 2)
- 1998 : Un cas pour deux : Ulla (Doris Kunstmann) (saison 18, épisode 11)
- 2000 : Rex, chien flic : Hermine Latzki (Lisa Kreuzer) (saison 6, épisode 12)
- 2000 : Sept à la maison : Sheila Carver (Jacqueline Hahn) (saison 4, épisode 14)
- 2001 : New York, unité spéciale : Marilyn Dunlap (Elisabeth Noone) (saison 3, épisode 5)
- 2008-2009 : Pushing Daisies : la mère supérieure (Diana Scarwid)

#### Séries d'animation
- 1992 : Les Animaux du Bois de Quat'sous (The Animals of Farthing Wood) : La chouette (Sally Grace)

## Théâtre
- 1976 : Le secret de Zonga de et mise en scène Martin Lamotte, La Veuve Pichard
- 1976 : La Revanche de Louis XI de Roland Giraud, La Veuve Pichard
- 1985 : Lily et Lily de Pierre Barillet et Jean-Pierre Grédy, mise en scène Pierre Mondy : Charlène
- 1990 : La Présidente, mise en scène Pierre Mondy
- 1991 : Rumeurs de Neil Simon, mise en scène Pierre Mondy
- 1992 : Knock de Jules Romains, mise en scène Pierre Mondy
- 1994 : On purge bébé et Feu la mère de Madame de Feydeau, mise en scène Bernard Murat
- 1996 : Oscar de Claude Magnier
- 1998 : Une table pour six d'Alan Ayckbourn, mise en scène Alain Sachs
- 1999 : Le vieux et le perroquet de Gérard Gelas, mise en scène Claude Confortes
- 2003 : Alarmes etc mise en scène Stéphane Meldegg
- 2003 : Hypothèque de Daniel Besse, mise en scène Patrice Kerbrat
- 2004 : Folle Amanda de Barillet et Grédy
- 2005 : C'est jamais facile de Jean-Claude Islert, mise en scène Jean-Luc Moreau
- 2007 : Happy Hanouka d'Alex Pandev, mise en scène Jean-Luc Moreau
- 2008 : Délit de fuites de Jean-Claude Islert, mise en scène Jean-Luc Moreau
- 2010 : Le Technicien d'Éric Assous, mise en scène Jean-Luc Moreau, théâtre du Palais-Royal : Séverine Chapuis
- 2013 : Joyeuses Pâques de Jean Poiret, mise en scène Jean-Luc Moreau, tournée : Sophie
- 2014 : Joyeuses Pâques de Jean Poiret, mise en scène Jean-Luc Moreau, Théâtre du Palais Royal : Sophie
- 2015 : De l'autre côté de la route de Clément Koch, mise en scène Didier Caron, Théâtre Michel
- 2016 - 2017 : Jolis mensonges de Joe Di Pietro, mise en scène Jean-Luc Moreau, Théâtre de la Michodière
- 2020 : Hate letters de Thierry Lassalle et Jean Franco, mise en scène Anne Bourgeois, tournée

## Distinctions
- Molières 2011 : nomination pour le Molière de la comédienne pour son rôle dans Le Technicien d'Éric Assous